# Sound art
La sound art è una disciplina artistica e sonora consistente nell'utilizzo di eventi sonori o rumori di qualsiasi natura come materia prima al posto delle note.

## Caratteristiche
Spesso realizzata per indagare le possibilità del suono, e talvolta integrata con le arti visive, si ottiene in genere manipolando fonti sonore preesistenti, motivo per cui può essere confusa con la musica concreta. Tuttavia, a differenza di quest'ultima, la sound art non deve essere necessariamente intesa come composizione musicale prestabilita e non viene necessariamente registrata con la manipolazione sonora in studio.
Fra gli artisti che hanno operato nel campo della sound art si possono citare Bill Fontana, David Dunn, Alan Lamb, Francisco López, Ryoji Ikeda, Marc Behrens, Daniel Menche e Carl Michael von Hausswolff.
Un altro esempio importante è Harry Bertoia, artista e designer, che si è espresso nella disciplina della Sound Art con la serie Sonambient Sculpture.